# Manilkara jaimiqui
Manilkara jaimiqui là một loài thực vật có hoa trong họ Hồng xiêm. Loài này được (C.Wright ex Griseb.) Dubard mô tả khoa học đầu tiên năm 1915.

## Hình ảnh

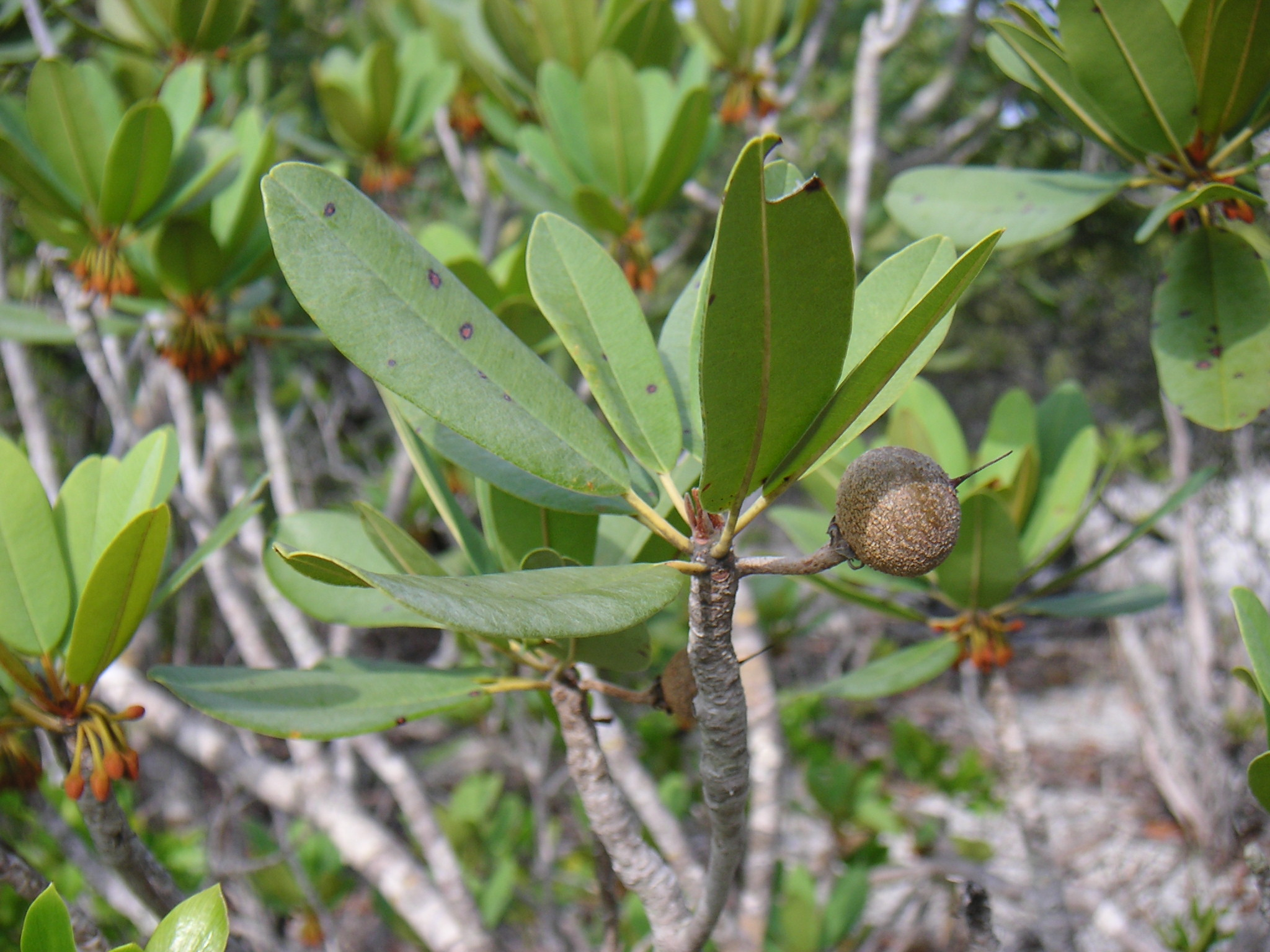